# Sebaste (Antique)
Sebaste è una municipalità di quinta classe delle Filippine, situata nella Provincia di Antique, nella Regione del Visayas Occidentale.
Sebaste è formata da 10 baranggay:
- Abiera
- Aguila
- Alegre
- Aras-Asan
- Bacalan
- Callan
- Idio
- Nauhon
- P. Javier
- Poblacion